# Henry Behrens
Henry Behrens (* 24. Mai 1890 in Altona (Elbe); † 13. Februar 1938) war ein deutscher Ingenieur und Hochschullehrer.

## Leben
Er war der Sohn eines Altonaer Kaufmanns und nahm nach dem Schulabschluss und einem Jahr praktischer Tätigkeit im Jahre 1911 das Studium des Schiffsmaschinenbaus an der Technischen Hochschule Danzig auf. Nach Ausbruch des Ersten Weltkrieges 1914 erhielt er eine Einberufung zum Heeresdienst und wurde u. a. an der Front eingesetzt. Nach seiner Rückkehr schloss er sein Studium 1919 als Diplom-Ingenieur ab. Als Assistent verblieb er weiterhin an der Technischen Hochschule Danzig. 1921 übernahm er als Leiter ein Konstruktionsbüro der Danziger WerftVonIn dieser Zeit, das er bis 1923 betrieb, bis er Privatdozent an der Danziger Hochschule wurde. 1927 erfolgte seine Ernennung zum ordentlichen Professor für Herstellungsverfahren, Werkzeugmaschinen und Fabrikorganisation spezialisiert. In den Jahren von 1929 bis 1930 war er außerdem Leiter der Abteilung Elektrotechnik. Gleichzeitig war er Direktor der Eisenbahnreparaturarbeiten bei Przerabka. Henry Behrens war Mitglied des Vereins Deutscher Ingenieure.
Anfang 1938 erhielt er eine Berufung als Professor nach Hannover. Auf der Fahrt an seine neue Wirkungsstätte starb Henry Behrens im 48. Lebensjahr am 13. Februar 1938 an einem Herzinfarkt auf der Strecke zwischen Berlin und Hannover.

## Familie
Henry Behrens war verheiratet mit Erna Reimers. Aus der Ehe gingen der Sohn Jörn Thiess und die Tochter Maren hervor. Sie wohnten in Danzig-Oliva, Schillerstraße 7.

## Schriften (Auswahl)
- Vom Wesen des deutschen Ingenieurs. Beitrag für den Danziger Hochschul-Führer 1937. Gesellschaft der Freunde der Technischen Hochschule Danzig, Hannover 1982.